# Walter Elsasser

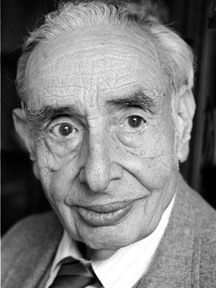
Walter M. Elsasser (1989)

Walter Maurice Elsasser (geboren 20. März 1904 in Mannheim; gestorben 14. Oktober 1991 in Baltimore, Maryland, USA) war ein deutsch-amerikanischer Physiker.
Elsasser studierte in Heidelberg (Philipp Lenard), München (Werner Heisenberg) und Göttingen (James Franck und Max Born, bei dem er 1927 auch mit einer Arbeit über die Elektronenstreuung an einem Wasserstoffatom promovierte).
Elsasser arbeitete anschließend 1927 ein Semester als Assistent von Paul Ehrenfest an der Universität Leiden. Die Zusammenarbeit gestaltete sich jedoch wegen der psychischen Probleme Ehrenfests dermaßen schwierig, dass er sich bald wieder nach der Schweiz (1928 Assistent an der ETH Zürich) und Deutschland zurückzog, wo er bei Max von Laue arbeitete. 1928 bis 1930 war er Assistent an der TH Berlin. 1929 wurde er als technischer Assistent an das neu errichtete Physikalische Institut nach Charkow eingeladen, musste jedoch nach einem halben Jahr wegen einer Hepatitis wieder nach Deutschland zurückkehren. 1930 bis 1933 war er an der Universität Frankfurt am Main und 1933 bis 1936 in Paris am Institut Henri Poincaré.
1936 ging Elsasser in die USA ans Caltech, da ein weiteres Arbeiten in Deutschland wegen seiner jüdischen Abstammung nicht mehr möglich war. Er befasste sich dort mit Meteorologie und war 1941 am Meteorologischen Observatorium der Harvard University. Im Zweiten Weltkrieg war er ab 1942 an den Laboratorien des US Army Signal Corps in Fort Monmouth. Nach dem Krieg war er an den Laboratorien der RCA. 1947 wurde er Associate Professor für Physik an der University of Pennsylvania und 1950 Professor an der University of Utah. 1956 wurde er Professor am Scripps Institute of Oceanography, 1960 an der University of California, San Diego und 1962 Professor für Geophysik an der Princeton University. 1968 wurde er Forschungsprofessor für Geophysik an der University of Maryland am Institut für Hydrodynamik und Angewandte Mathematik und 1975 Adjunct Professor für Geophysik an der Johns Hopkins University, was er bis zu seinem Tod blieb.
Elsasser gilt als Vater der Theorie des Geodynamos, die er 1939 veröffentlichte. Hierin postulierte er, dass das Erdmagnetfeld durch Wirbelströme innerhalb des flüssigen Erdkerns aufrechterhalten wird.
Er arbeitete lange Zeit auch an biologischen Problemen und förderte das Verständnis für den Zusammenhang von Leben und Materie.
Seit 1957 war er Mitglied der National Academy of Sciences und seit 1973 der American Academy of Arts and Sciences. 1977 wurde er als korrespondierendes Mitglied in die Braunschweigische Wissenschaftliche Gesellschaft aufgenommen. 1987 erhielt er die National Medal of Science.

## Schriften (Auswahl)
- Memoirs of a Physicist in the Atomic Age, New York, Science History Publications 1978
- The role of individuality in biological theory, 1970